# Pyrgocythara mighelsi
Pyrgocythara mighelsi é uma espécie de gastrópode do gênero Pyrgocythara, pertencente a família Mangeliidae.